# Guillermo de Septimania
Guillermo de Septimania era hijo de Bernardo de Septimania y de Dhuoda, nació el 29 de noviembre de 826 y usurpó los honores (condados) de su padre en Gotia y Septimania en el 848 hasta su muerte, sucedida en 850.
Las referencias de su reinado son exclusivamente francesas: Annales Bertiniani y la Crónica de Fontanelle. Sobre las cuestiones personales y familiares existe el manual de Dhuoda escrito antes de febrero de 842.

## Primeros años
Guillermo fue apadrinado por su tío Teodorico, conde de Autun, que murió poco después, hacia el 830, encargando su protección al Luis el Piadoso. Cuando este murió, en junio de 840, la custodia del joven pasó a Carlos el Calvo. Durante este tiempo Guillermo vivía en Uzès, pasando algunas temporadas en Tolosa con su padre. El 22 de marzo de 841, nació su hermano, Bernardo Plantapilosa, fundador del ducado de Aquitania y el 25 de junio de 841 (día de la batalla de Fontenoy), Guillermo se presentó ante Carlos el Calvo solicitando la investidura de los beneficios borgoñones de su padrino. Estos le fueron concedidos y fue acogido en el palacio prometiéndole, para más tarde, el condado de Autun. Cuando, sin embargo, el nombramiento de conde de Autun recayó en Guerin de Provenza, (lugarteniente real de Aquitania), se iniciaron las disensiones.

## Conflicto con Carlos el Calvo
La expoliación de sus propiedades borgoñonas y la destitución de su padre como conde de Tolosa (julio de 842) y su posterior ejecución en mayo de 844, propiciaron la alianza de Guillermo con Pipino II de Aquitania, con el que combatió en la batalla de Angumois en junio de 844. Pipino encomendó a Guillermo la custodia del condado de Tolosa, sustituyendo a su difunto padre, condado que le disputaba el conde Frèdol, nombrado por Carlos. Asimismo le encomendó los condados de Burdeos y Gascuña en 845. Ese mismo año los normandos atacaron Burdeos y Aquitania, llegado a Limoges; el conde-duque Seguí les hizo frente, pero fue derrotado y ejecutado, ocupando Guillermo su lugar. En 847, los normandos volvieron a asolar Burdeos, sitiando la ciudad durante una larga temporada y ocupando la misma antes de que Carlos el Calvo, que acudía en ayuda de Guillermo, pudiese llegar y apresando a Guillermo. La inactividad de Pipino II motivó el que muchos nobles cambiasen de bando y Carlos el Calvo se hizo coronar en Orleans, rey de Francia Occidental y de Aquitania el 6 de junio de 848. Tal vez Pipino II llegó a un acuerdo con los normandos a fin de que liberasen a Guillermo y pudiese pasar a Gothia para sublevarse contra Carlos el Calvo.

## Regreso a Barcelona
En 848 Guillermo se acoge a Barcelona y Ampurias, según las crónicas «más por engaño que por la fuerza». Se cree que Sunifredo falleció de muerte natural y que Carlos el Calvo nombró como sucesor a Alerán, por lo que Guillermo decidió reclamar sus derechos. Pero la coincidencia con la desaparición de Suniario I de Ampurias y Bera II de Conflent ha llevado a algunos historiadores a considerar la hipótesis de que pudo tratarse de un golpe de Estado simultáneo para reforzar su posición.
En el verano de 849, Carlos el Calvo decide atacar Aquitania. El conde Frèdol le abre las puertas de Tolosa, y este le ratifica en su cargo. Pipino II emprende la huida y Carlos marcha a Narbona nombrando a Alerán conde de Barcelona y Ampurias – Rosellón, y marqués de Septimania. Otorga a Wifredo los condados de Gerona Besalú, y a Salomón los condados de Cerdaña, Urgel y Conflent. Alerán, que era posiblemente conde de Troyes, hijo del conde Guillaume I de Blois y nieto de Eudes, conde de Orleans, (suegro de Carlos el Calvo), nombró como adjunto a Isembard, hijo del marqués de Guerin de Provenza para protegerse de Guillermo. Alerán, Guifré y Salomón, no tuvieron muchas dificultades par instalarse en sus condados y Guillermo solicitó la ayuda del emir Abderramán II.

## Últimos años
Cuando en febrero de 850 Carlos el Calvo marcha a Aquitania y los nobles vuelven a otorgar su favor a Pipino II, Sancho II Sánchez de Gascuña se hace con el control en Burdeos y él y Guillermo, con la ayuda de un ejército árabe encabezado por Abd al-Karim ben Mugith, ponen sitio a Gerona. Devastan toda la zona, pero finalmente fracasan en su intento de ocupar la ciudad. Carlos envía refuerzos y Guillermo resulta derrotado, buscando refugio en Barcelona. Allí, es apresado por los partidarios del rey y ejecutado. Mientras, Sancho de Gascuña y su cuñado Emenon son capturados por Musa ibn Musa de los Banu Qasi y entregados a Carlos el Calvo. Sancho Sánchez es liberado a cambio entregar a Pipino II a Carlos en septiembre de 852. Como represalia por la muerte de su aliado, los árabes ocuparon Barcelona en 851, saqueándola y diezmando la población, retirándose poco después. Probablemente el conde Alerán muriera en estos combates. En 852 se estableció la paz por medio de un tratado.
| Predecesor: Bernardo I  | Condado de Tolosa 844-849  | Sucesor: Fredo I |
| Predecesor: Sunifredo I | Conde de Barcelona 848-850 | Sucesor: Alerán  |

- Datos: Q1340512